# Владиславув (Холмський повіт)
Владиславув (пол. Władysławów) — село в Польщі, у гміні Вербиця Холмського повіту Люблінського воєводства.
Населення — 76 осіб (2011).
У 1975-1998 роках село належало до Холмського воєводства.

## Демографія
Демографічна структура станом на 31 березня 2011 року:
|          | Загалом | Допрацездатний вік | Працездатний вік | Постпрацездатний вік |
| -------- | ------- | ------------------ | ---------------- | -------------------- |
| Чоловіки | 38      | 16                 | 20               | 2                    |
| Жінки    | 38      | 7                  | 21               | 10                   |
| Разом    | 76      | 23                 | 41               | 12                   |